# Maria Mayen

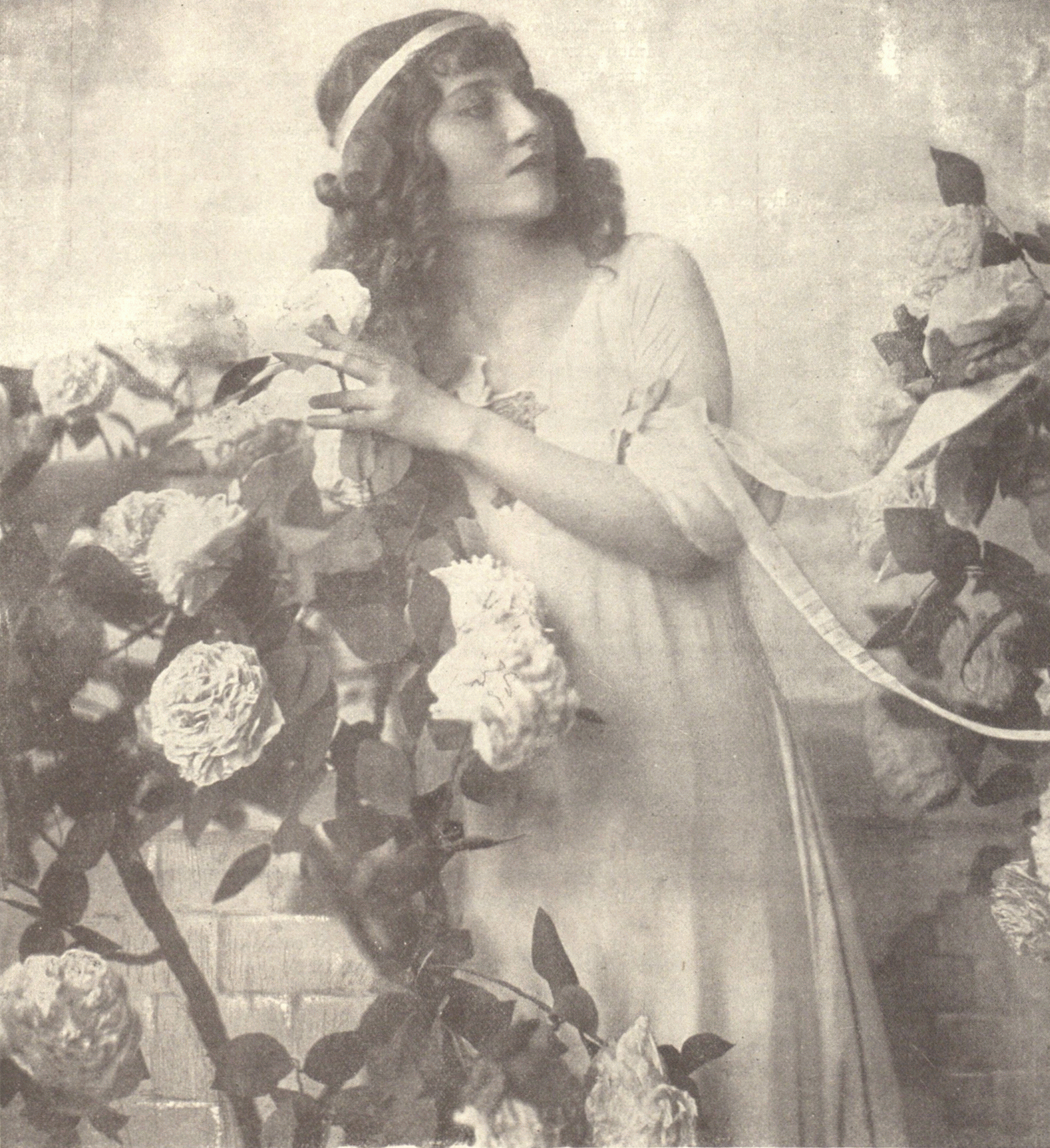
Maria Mayen 1918 in Thaddäus Rittners „Garten der Jugend“ (von Franz X. Setzer)

Maria Mayen, verh. Reimers, (* 11. Mai 1892 in Wien, Österreich-Ungarn; † 15. Juli 1978 in Wien, Österreich) war eine österreichische Kammerschauspielerin.

## Leben
Nach einer Schauspielausbildung an der Marie-Seebach-Schule in Berlin ging sie nach Bonn. Dort bediente sie auf der Theaterbühne das Rollengenre der jugendlichen Naiven. Anschließend kehrte Mayen nach Berlin zurück und spielte dort am Lessingtheater. Ab 1913 stand sie in ihrer Heimatstadt Wien am Burgtheater auf der Bühne. Im Jahr 1926 wurde ihr der Titel der Kammerschauspielerin verliehen.
Maria Mayen war zweimal verheiratet. Aus ihrer ersten Ehe mit dem Arzt Rudolf Urbantschitsch ging ihre Tochter Elisabeth Urbancic hervor, die Bühnen- und Kostümbildnerin wurde und die Mutter des Schauspielers und Oscargewinners Christoph Waltz ist.
Nach der Scheidung von ihrem ersten Ehemanne heiratete Mayen ihren Kollegen Emmerich Reimers. 1953 zog sich die Schauspielerin von der Bühne zurück. Sie starb 1978 und wurde auf dem Sieveringer Friedhof neben ihrem Gatten (Abteilung 1, Gruppe 13, Nummer 19) begraben.

## Engagements

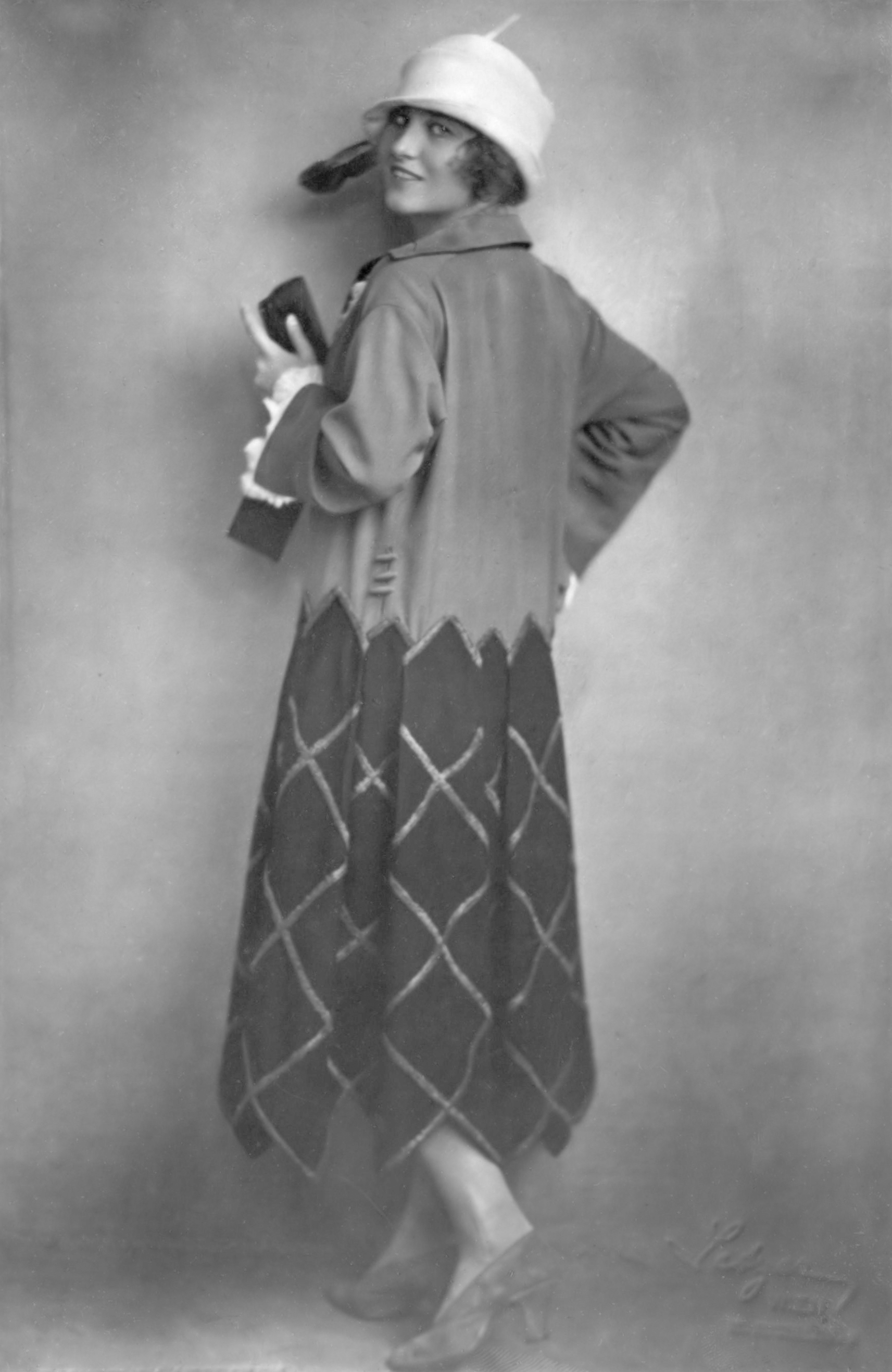
Maria Mayen (1922)

- Kollege Crampton, Komödie in fünf Akten von Gerhart Hauptmann, als Agnes
- Hanneles Himmelfahrt. Traumdichtung, Drama in zwei Akten von Gerhart Hauptmann, als Hannele
- Die versunkene Glocke. Ein deutsches Märchendrama, Versdrama in fünf Akten von Gerhart Hauptmann, als Rautdendelein
- Hamlet, Tragödie von William Shakespeare, als Ophelia
- Cordelia, Oper von Conradin Kreutzer, als Cordelia
- Ein Wintermärchen, Komödie von William Shakespeare, als Perdita
- Golgatha, Oratorium von Frank Martin
- Die Ratten, Tragikomödie in fünf Akten von Gerhart Hauptmann, als Alice Rütterbusch

## Filmografie
- 1918: Das Haus ohne Lachen
- 1918: Konrad Hartls Lebensschicksal
- 1918: Seine tapfere Frau
- 1919: Adrian Vanderstraaten
- 1919: Don Juan
- 1920: Golgatha
- 1962: Donadieu
- 1967: Der Befehl